# Torneo del Interior
Il Torneo dell'Interior o  Top 16 è il torneo di rugby a XV per club nel quale si confrontano tra settembre e ottobre i migliori club dell'Interno dell'Argentina, esclusi dunque i Club di Buenos Aires.
Le partecipanti di questo torneo sono classificate attraverso i diversi tornei regionali e le migliori parteciperanno, l'anno successivo al Nacional de Clubes.

## Storia
Questo torneo venne creato nel 1998, interrotto nel 2005 e ripreso nel 2009. Esso affiancò e divenne di fatto anche qualificazione al Nacional de Clubes, nato nel 1993. Nel 2016, le due migliori squadre dell'Uruguay entrano nel campionato, entrando nel Torneo Indoor B, che porta il numero di partecipanti da 32 a 34.
Il primo torneo fu vinto dal Jockey Club Córdoba che superò in finale il Marista di Mendoza.
I club con più titoli sono il Duendes Rugby Club e La Tablada Rugby Clubcon quattro vittorie ciascuno.

## Formula
Il campionato è diviso in due zone; la Zona Campeonato e la Zona Ascenso. In entrambe le categorie le squadre difendono i posti per la loro regione invece di difendere il posto della propria squadra.

### "Campeonato"
Attualmente partecipano alla "Zona Campeonato" (che assegna il titolo) 16 squadre, divise in 4 gironi (dette "zonas") di 4 squadre secondo una suddivisione geografica e di merito sportivo.
La prima e la seconda di ogni zona si qualificano per la fase ad eliminazione diretta ("Ascenso"), dai quarti alla finale in gara secca. La vincente è campione il quale ottiene anche un altro posto per la sua regione per la prossima edizione del torneo.
Le classificate al 3º e 4º posto della prima fase, invece disputano un torneo per la retrocessione ("Descenso") ad eliminazione diretta dove i vincitori cessano di partecipare, mentre i perdenti devono riconvalidare il loro posto e continuare a partecipare fino alla finale, di cui il perdente viene retrocesso insieme alla sua regione in Zona Ascenso.

### "Ascenso"
Alla seconda divisione partecipano 18 squadre, provenienti dai tornei regionali del Nordovest, Nordest, Litoral, Centro, Pampa, Ovest e Patagonia, divisi in quattro gruppi, due di quattro e due di cinque, dove si affrontano uno contro lo stesso gruppo una volta.
I primi due di ogni gruppo avanzano alla fase successiva di eliminazione diretta. Il vincitore della finale è campione e promuove la sua regione per il prossimo Campeonato.

## Albo d'oro
| Anno | Vincitore     | Ris.          | Finalista     |
| ---- | ------------- | ------------- | ------------- |
| 1998 | JC Córdoba    | 25 - 13       | Marista       |
| 1999 | JC Córdoba    | 26 - 13       | Duendes       |
| 2000 | JC Rosario    | 26 - 22       | Tala          |
| 2001 | La Tablada    | 21 - 16       | Cardenales    |
| 2002 | JC Rosario    | 32 - 28       | URC Tucumán   |
| 2003 | Duendes       | 22 - 20       | Cardenales    |
| 2004 | Tala          | 35 - 26       | Los Tarcos    |
| 2005 | non disputato | non disputato | non disputato |
| 2006 | non disputato | non disputato | non disputato |
| 2007 | non disputato | non disputato | non disputato |
| 2008 | non disputato | non disputato | non disputato |
| 2009 | Duendes       | 35 - 21       | URC Tucumán   |
| 2010 | La Tablada    | 25 - 18       | Cardenales    |
| 2011 | La Tablada    | 37 - 27       | Duendes       |
| 2012 | Duendes       | 40 - 21       | Cardenales    |
| 2013 | Duendes       | 36 - 6        | Tala          |
| 2014 | Urú Curé      | 25 - 11       | Los Tordos    |
| 2015 | Cardenales    | 26 - 16       | Los Tordos    |
| 2016 | Los Tarcos    | 25 - 20       | JC Rosario    |
| 2017 | La Tablada    | 23 - 22       | GER           |
| 2018 | CURNE         | 20 - 14       | Huirapuca     |

### Palmarès
| Club       | Vittorie |
| ---------- | -------- |
| Duendes    | 4        |
| La Tablada | 4        |
| JC Córdoba | 2        |
| JC Rosario | 2        |
| Cardenales | 1        |
| Tala       | 1        |
| Los Tarcos | 1        |
| Urú Curé   | 1        |
| CURNE      | 1        |